# Eriostethus pulcherrimus
Eriostethus pulcherrimus là một loài tò vò trong họ Ichneumonidae.